# Логофет, Дмитрий Николаевич
Дми́трий Никола́евич Логофе́т (19 марта 1865, Польское, Орловская губерния — июнь 1922, Москва) — русский генерал, военный публицист и писатель, востоковед.

## Биография
Из дворян Орловской губернии. Родился в имении Польское Елецкого уезда.
Отец, Николай Борисович Логофет — выпускник Николаевского кавалерийского училища, орловский помещик и общественный деятель, гласный Елецкого земского собрания.
Воспитывался в Орловском кадетском корпусе и Киевском пехотном юнкерском училище. Позже окончил курсы восточных языков при Азиатском департаменте МИД и Санкт-Петербургский археологический институт.

### Военная карьера
Служил в Отдельном корпусе пограничной стражи, долгое время — в Средней Азии, где снискал славу выдающегося ученого-востоковеда. В конце XIX века Логофет стал одним из первых европейских исследователей Закаспийской области. После создания в 1897 году Туркестанского отдела Русского Географического общества активно участвовал в его работе.
Чины: поручик (1891), штабс-ротмистр (1895), ротмистр (1899), подполковник (1903), генерал-майор (1916).
С 3 сентября 1902 года штаб-офицер для поручений при начальнике 7-го округа ОКПС.
С 13 февраля 1904 года командир отделения Аму-Дарьинской бригады ОКПС. Командовал Пянджской пограничной линией.
В 1911—1914 годах — начальник пограничной бригады на центральном участке границы между Литвой и Восточной Пруссией.
С началом Первой мировой войны руководил тыловыми структурами действующей армии. С ноября 1915 года — вновь на командно-строевых должностях в Отдельном корпусе пограничной стражи: командир 6-го Таурогенского пограничного конного полка 10-й Сибирской стрелковой дивизии. На страницах журнала «Разведчик» описал свои впечатления от проведения Нарочской операции.
С 1917 года руководил оборонно-строительными работами на Западном фронте. В отставке с декабря 1917 года: отчислен по болезни в резерв чинов при штабе Одесского военного округа.

### Советский период
В июле 1918 года был мобилизован большевиками в РККА. Служил старшим инспектором, а с сентября — помощником начальника Главного управления пограничной охраны РСФСР. Дважды являлся временно исполняющим должность начальника Главного управления Пограничных войск (с 2 по 21 декабря 1918 г., с 3 по 25 марта 1919 г.). С 1919 года — начальник ряда кавалерийских курсов, с июля 1920 — Московской кавалерийской школы. В 1921 году стал членом Совета Главного управления коннозаводства и коневодства РСФСР, оставаясь в прежней должности.
Умер в июне 1922 года. Похоронен на Новодевичьем кладбище.

### Дети
Николай Дмитриевич, родился в 1884 году, жил в Москве.
Не сумел окончить кадетский корпус, поступил в мореходное училище, после чего служил штурманом коммерческого флота на Чёрном море.
Участник русско-японской войны. Служил рядовым, был произведен в фельдфебели, но «за строптивость» разжалован в рядовые.
Участник Первой мировой войны. Служил в 210-м пехотном Бронницком полку. Был награждён Георгиевским крестом, в 1915 году произведен в офицеры.
После демократизации армии весной 1917 года избран командиром полка, оставался им вплоть до расформирования.
В начале 1918 года вернулся Москву и вступил в РККА. Руководил созданием рабочего 38-го Рогожско-Симоновского полка, стал его первым командиром. В июле 1918 года полк принял участие в подавлении Левоэсеровского мятежа в Москве.
Осенью 1918 года полк участвовал в царицынской операции. Там был дважды ранен и отправлен сначала в Царицын, а потом в Москву для операции.
В 1919 году, после выздоровления, стал командиром 48-й стрелковой дивизии, воевавшей на Западном фронте.
Умер в 1927 году.
Борис Дмитриевич, родился в 1897 году в местечке Волочиск Волынской губернии, жил в Москве.
В 1914 году окончил первый сокращенный курс в Александровском военном училище, выпущен прапорщиком.
Участвовал в Первой мировой войне, в 1915 году был ранен.
В 1930-е годы служил начальником курсов промышленного факультета Военно-химической академии. В 1935 году вышел на пенсию.
15 марта 1938 года арестован и обвинен в шпионаже в пользу польской разведки. 4 июня расстрелян на Бутовском полигоне.

## Публицистика

1915 год. Д. Н. Логофет на австрийском театре военных действий

Активно сотрудничал в журналах «Военный Сборник», «Туркестанские ведомости», «Разведчик» и «Братская помощь». Во время Первой мировой войны был военным корреспондентом «Разведчика» на Западном фронте.
Был знатоком истории, культуры и быта среднеазиатских народов и написал целый ряд книг о Средней Азии на основе своих путевых дневников. Наиболее известная книга — «Страна Бесправия. Бухарское ханство и его современное состояние». В ней Логофет рассказывает об истории, административном, политическом и военном устройстве Бухарского ханства, местных законах и обычаях, верованиях и фольклоре; описывает изменения, произошедшие после завоевания Средней Азии и установления русской администрации.
Работы Логофета служат одним из главных источников по истории Средней Азии конца XIX — начала XX веков.

## Награды
- Орден Святого Станислава 3-й ст. (1894);
- Орден Святой Анны 3-й ст. (1897);
- Орден Святого Станислава 2-й ст. (1900);
- Орден Святой Анны 2-й ст. (1903);
- Орден Святого Владимира 4-й ст. (1907).

## Сочинения
- Страна Бесправия. Бухарское ханство и его современное состояние. СПб, 1909. — Переиздание: М.: «Либроком», 2011. — ISBN 978-5-397-01597-4.
- На границах Средней Азии: Путевые очерки (в трех томах). СПб, 1909.
- На Башне смерти // Кауфманский сборник в память 25-летия со дня смерти устроителя Туркестана К. П. Кауфмана. М, 1910.
- Бухарское ханство под русским протекторатом. Том I. — Санкт-Петербург, 1911.
- Бухарское ханство под русским протекторатом. Том II. — Санкт-Петербург, 1911.
- В забытой стране: Путевые очерки по Средней Азии. М, 1912.
- В горах и на равнинах Бухары (Очерки Средней Азии). СПб, 1913.
- Завоевание Средней Азии // История русской армии и флота. — М, 1913.